# Domaća kokoš
Domaća kokoš (Gallus domesticus) je uzgojni, odomaćeni oblik divlje kokoši, vrste porijeklom iz Jugoistočne Azije. Pripada porodici fazanki iz reda kokoški.
Kao domaća životinja, domaća kokoš ili kako ju se češće zove, kokoš je uzgojena u velikom broju najrazličitijih oblika, obilježja i varijacija boja. Trenutno europski standardi pasmina domaćih kokoši prihvaćaju više od 180 poznatih pasmina. U svijetu se uzgaja još daleko veći broj pasmina. Postoje i različite boje jaja, kao na primjer bijela, smeđa, zelena, crvena itd.
U komercijalnoj proizvodnji mesa i jaja koriste se najčešće hibridne pasmine. 
O najdužem životnom vijeku kokoši ima vrlo malo pouzdanih podataka. U starijoj literaturi mogu se naći navodi o starosti do 50 godina. Većina izvora navodi da domaće kokoši (ako ih se ne zakolje ranije), doživljavaju 5 – 7 godina, u pojedinačnim slučajevima do 8 – 9 godina. Kokoši nesilice najčešće ugibaju ranije od kokoški koje žive slobodno i nisu izložene stresu neprekidnog nošenja jaja. U dobi od dvije godine značajno opada "proizvodnja" jaja jedne kokoši.

## Izgled
Domaća kokoš (mužjak pijetao, ženka koka ili kokoš tijekom godine, a u vrijeme kad leži na jajima i vodi piliće naziva se kvočka, mladunče pile, kastrirani pijetao kopun) teži od 1,5 do 5 kilograma, što ovisi o pasmini. Kod životinja iste pasmine mužjak, pijetao, teži je do jednog kilograma od ženke, koke. Pored toga, uzgojene su i patuljaste pasmine koje teže između 500 i 1.200 grama.
Kao kod većine vrsta kokoši, i kod domaćih je izražen spolni dimorfizam. Posebno obilježje cijelog roda Gallus pa tako i domaćih kokoši je crvena krijesta koja može biti različitih oblika. To je mesnata izraslina na vrhu glave ptica ovog roda koju imaju oba spola, no kod mužjaka je uvijek veća, a obilježava ga i rep u obliku srpa.
Donji dio noge je najčešće bez perja, no postoje i pasmine kod kojih i na tom dijelu nogu raste perje, sve do perja na prstima. Stopalo im je u pravilu anisodaktilno, što znači da imaju 4 prsta, tri okrenuta prema naprijed, a jedan prema natrag. No, postoje i pasmine s pet prstiju, kod njih su prema natrag okrenuta dva prsta.
Odrasli pijetlovi imaju i "stražnji prst", često nazvan i ostruga ili mamuza. Pijetlovi ga koriste kao oružje u napadu na konkurenta. Ta mamuza neprekidno raste, i kod starijih pijetlova može biti prilično dug i šiljast, može služiti i za određivanje starosti životinje.
Glasanje, "kukurikanje", pijetao koristi kao zvučno obilježavanje vlastitog teritorija. Obično se javlja u svitanje, oko podneva i u sumrak. U doba antike kukurikanje je služilo i kao oznaka doba dana, iako pijetlovi mogu kukurikati u svako doba dana.
Oči su im postavljene postrano na glavi, pa ne vide prostorno. Zbog toga, da bi dobro vidjele svoju okolinu, prisiljene su na brzo kretanje glave lijevo-desno, kako bi vidjele s oba oka.
Tijelo kokoši pokriva elastična i nepropusna koža. Da bi se spriječio prevelik gubitak topline, kokoš ispod kože ima masno tkivo,a pokrov joj je perje. Perje podmazuje pomoću kljuna izlučinama iz tzv. trtične žlijezde na stražnjem dijelu tijela, trtici.
- Portret pijetla
- Pijetao u travi
- Pijetao i kokoš
- tek izleglo pile

## Ponašanje
U prirodnom okolišu kokoši jedu sjemenke, gliste, kukce pa čak i miševe. Dok traže hranu, kokoši se rado zadržavaju u okolišu u kojem postoji mogućnost skrivanja. Tvrdu hranu u želucu usitnjavaju gastroliti.
Domaće kokoške mogu godišnje snijeti 250 do 300 jaja ako se sneseno jaje svaki dan uklanja. Ako se jaja ne uklanjaju redovno, kokoška će početi sa sjedenjem na jajima ako joj je nagon za ležanjem dovoljno izražen. Kod suvremenih pasmina, ovaj nagon je izbjegnut, ili snažno reduciran. Promjenom hrane isključivo na pšenicu nagon se najčešće ponovo javlja. Nagon za ležanjem na jajima može biti i narušen, tako da kvočka napusti gnijezdo prije nego što se pilići izlegu. Ova je pojava često prisutna kod kokoši koje su se izlegle u inkubatoru. Ležanje na jajima traje normalno 21 dan.